# Červené Janovice
Červené Janovice (en allemand : Rot Janowitz) est une commune du district de Kutná Hora, dans la région de Bohême-Centrale, en République tchèque. Sa population s'élevait à 658 habitants en 2020.

## Géographie
Červené Janovice se trouve à 14 km au sud de Kutná Hora et à 65 km à l'est-sud-est de Prague.
La commune est limitée par Úmonín et Třebonín au nord, par Paběnice et Petrovice I à l'est, par Třebětín et Bludov au sud, et par Černíny et Opatovice I à l'ouest.

## Histoire
La première mention écrite de la localité date de 1352.